# Atsedu Tsegay
Atsedu Tsegay (ur. 17 grudnia 1991) – etiopski lekkoatleta, długodystansowiec.

## Osiągnięcia
| Rok  | Impreza                                   | Miejsce  | Konkurencja           | Lokata     | Wynik    |
| ---- | ----------------------------------------- | -------- | --------------------- | ---------- | -------- |
| 2010 | Mistrzostwa świata juniorów               | Moncton  | bieg na 5000 m        | 6. miejsce | 13:54,24 |
| 2012 | Mistrzostwa Afryki w biegach przełajowych | Kapsztad | bieg seniorów (12 km) | 3. miejsce | 36:14    |
| 2015 | Mistrzostwa świata w biegach przełajowych | Guiyang  | bieg seniorów (12 km) | 7. miejsce | 35:47    |
| 2015 | Mistrzostwa świata w biegach przełajowych | Guiyang  | drużyna seniorów      | 1. miejsce |          |

Medalista mistrzostw Etiopii.

## Rekordy życiowe
- Półmaraton – 58:47 (2012) rekord Etiopii